# Сент Китс и Невис на Светском првенству у атлетици на отвореном 2023.
Сент Китс и Невис је учествовао на 18. Светском првенству у атлетици на отвореном 2023. одржаном у Јуџину  од 15. до 25. јула осамнаести пут, односно учествовао је на свим првенствима до данас. Репрезентацију Сент Китса и Невиса представљао је 1 такмичар који се такмичио у трци на 200 метара.,.
На овом првенству такмичар Сент Китса и Невиса није освојио ниједну медаљу нити је остварио неки резултат.

## Учесници
Мушкарци: 
- Надале Бунтин — 200 м

## Резултати

### Мушкарци
| Атлетичарка   | Дисциплина | Лични рекорд | Квалификације | Квалификације | Полуфинале           | Полуфинале           | Финале               | Финале       | Детаљи |
| Атлетичарка   | Дисциплина | Лични рекорд | Резултат      | Место         | Резултат             | Место                | Резултат             | Место        | Детаљи |
| ------------- | ---------- | ------------ | ------------- | ------------- | -------------------- | -------------------- | -------------------- | ------------ | ------ |
| Надале Бунтин | 200 м      | 20,49        | 20,90(.894)   | 5. у гр. 4    | Није се квалификовао | Није се квалификовао | Није се квалификовао | 40 / 54 (57) |        |